# 福田モーター商会
株式会社福田モーター商会（ふくだモーターしょうかい）は、かつて存在した、オートバイとその部品用品関連の輸入貿易商社。通称は福田モータース（FUKUDA motors）。
日本での外国製オートバイにおける、有力インポーターの一つだった。
2021年3月に事業譲渡・2021年9月22日臨時株主総会にて解散を決議し、76年の歴史を終えた。

## 沿革
- 1945年12月 - 東京都千代田区有楽町1丁目2番地で福田モーター商会創業
- 1948年2月 - 現在地に新築
- 1948年4月1日 - 合資会社福田モーター商会設立
- 1952年11月17日 - 外車部門である昭和モータース株式会社設立
- 1959年6月18日 - 株式会社福田モーター商会設立
- 2014年2月22日 - 本社を港区赤坂2-10-10から現在地へ移転し渋谷営業所を統合
- 2014年9月 - 中古バイク販売店チェーン「バイクランド」を運営する会社「アークコア」が全株式を買取り連結子会社とする。
- 2016年6月 - 本店を港区赤坂から東京都港区南麻布２丁目１１番１０号へ移転
- 2018年1月 - アークコアが全株式を埼玉県川口市の輸入車ディーラー「セントラル自動車技研」に売却。
- 2018年5月 - 本店を港区南麻布から東京都江東区佐賀へ移転
- 2021年3月1日 - セントラル自動車技研の経営危機に伴い、埼玉県川越市のBMWモトラッド正規ディーラー｢テクノコシダ｣に事業譲渡し、全従業員も転籍
- 2021年9月22日 - 臨時株主総会にて解散を決議
- 2021年12月23日 - 法人格消滅

## 取扱車種
日本正規輸入元として販売
- マーニ
- GG

ディラーとして販売
- モト・グッツィ（以前は正規輸入元であった）
- ボンバルディア・レクリエーショナルプロダクツ（BRP）- 前二輪トライクの Can-Am Spyder、Ryker
- BMWモトラッド
- アプリリア
- ロイヤルエンフィールド
- MVアグスタ
- URAL

過去の取扱車種
- ビモータ（1985年から2006年までと、2011年より2014年まで正規輸入元であった）
- トライアンフ
- ドゥカティ